# 酥油 (印度)

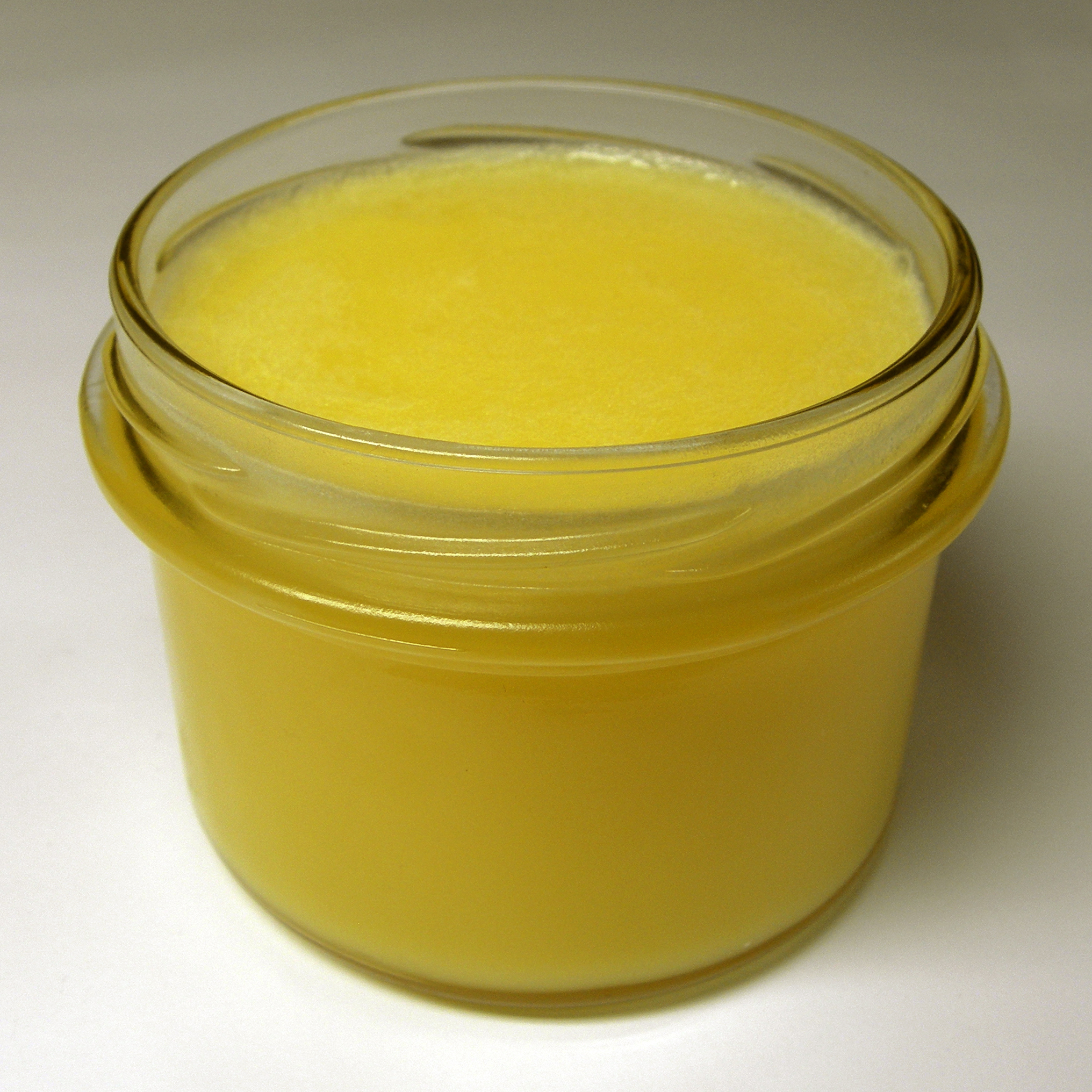
酥油

酥油（印地語：घी、烏爾都語：گھی、旁遮普語：ਘਿਉ、克什米爾語：ग्याव/گیاو ，古稱醍醐）是一種從牛乳精炼出的液体脂肪，呈油脂狀，性溫潤，一般用作煮食油，特别是用来烹调肉類。其起源於並盛行於印度次大陸，當地天气炎热，奶油缺乏冷藏会很快变质，但經高温加热后的酥油则可室温保存几个星期。

## 制造
传统的方法是先将牛乳轻度发酵，然后用提取的方法取得固体乳脂。将乳脂加热，先除去水分，然后在水沸点之上进一步将残存的蛋白质等焦化，形成特有的香味。产品过滤后成为酥油，为浅黄的半固体或液体。过滤出来的焦渣用来制作糖果等其他食品。
酥油也可以通过直接用牛油加热来制造，但风味不如发酵处理的。
明朝李時珍《本草綱目·卷五十·獸部·醍醐》：「宗奭曰：『作酪時，上一重凝者為酥，酥上如油者為醍醐，熬之即出，不可多得，極甘美，用處亦少。』」

## 文化影响
酥油是印度教中的祭品之一，被用作浇注神像、神廟油灯燃料以及宗教火葬，亦是古代吠陀医学中的药物。
佛教常用「醍醐」比喻「无上法味」（最高教义）、「大涅槃」、「佛性」等。《大涅槃经·圣行品》中有这样的记录：「譬如从牛出乳，从乳出酪，从酪出生酥，从生酥出熟酥，从熟酥出醍醐。」至于“灌顶”，原来是古印度新王登基时的仪式：取四大海之水装在宝瓶中，流注新王之顶，象征新王已享有“四海”的统治权力。密宗沿用此法，在僧人升任阿阇黎（导师）时，“以甘露法水而灌佛子之顶，令佛种永不断故。”后来，诗文中多以“醍醐灌顶”比喻灌输智慧、佛性，除却疑虑，从而心地清凉。今以为令人舒适之喻。
天台宗所称的“醍醐经”是法华经、涅槃经的合称。意指此二经的真实殊胜，犹如醍醐胜于其他诸味。
日本歷史上有醍醐天皇，有説法認爲此稱呼與他在日本推廣醍醐的製作有關。
中文裏，醍醐也可引申為美酒之義：唐白居易詩中有：《將歸一絕詩》：「更憐家醞迎春熟，一甕醍醐待我歸。」，《嗟落发》诗：“有如醍醐灌，坐受清凉乐。”

## 参看
- 液體